# Ordinariato personale di Nostra Signora di Walsingham
L'ordinariato personale di Nostra Signora di Walsingham (in latino: Ordinariatus Dominae Nostrae Valsinghamensis in Anglia et Cambria) è una sede della Chiesa cattolica in Inghilterra immediatamente soggetta alla Santa Sede. Nel 2021 contava 1.950 battezzati. È retto dal vescovo David Arthur Waller.
Il patrono è san John Henry Newman.

## Territorio
L'ordinariato, in conformità a quanto stabilito dalla costituzione apostolica Anglicanorum coetibus, estende la propria giurisdizione sui fedeli provenienti dall'anglicanesimo che siano residenti nel territorio corrispondente alla giurisdizione della Conferenza episcopale di Inghilterra e Galles e manifestino per iscritto la volontà di farne parte. Esistono, tuttavia, alcune comunità aderenti all'ordinariato anche nel territorio appartenente alla Conferenza Episcopale di Scozia.
Alla fine del 2012 l'ordinariato non aveva ancora un proprio edificio di culto; il 2 gennaio 2013 è stato annunciato l'affidamento all'ordinariato della chiesa di Our Lady of the Assumption and Saint Gregory, situata nel quartiere londinese di Soho, ma non è stata ancora designata la chiesa principale dell'ordinariato.
Il territorio è suddiviso in 36 parrocchie.

## Storia

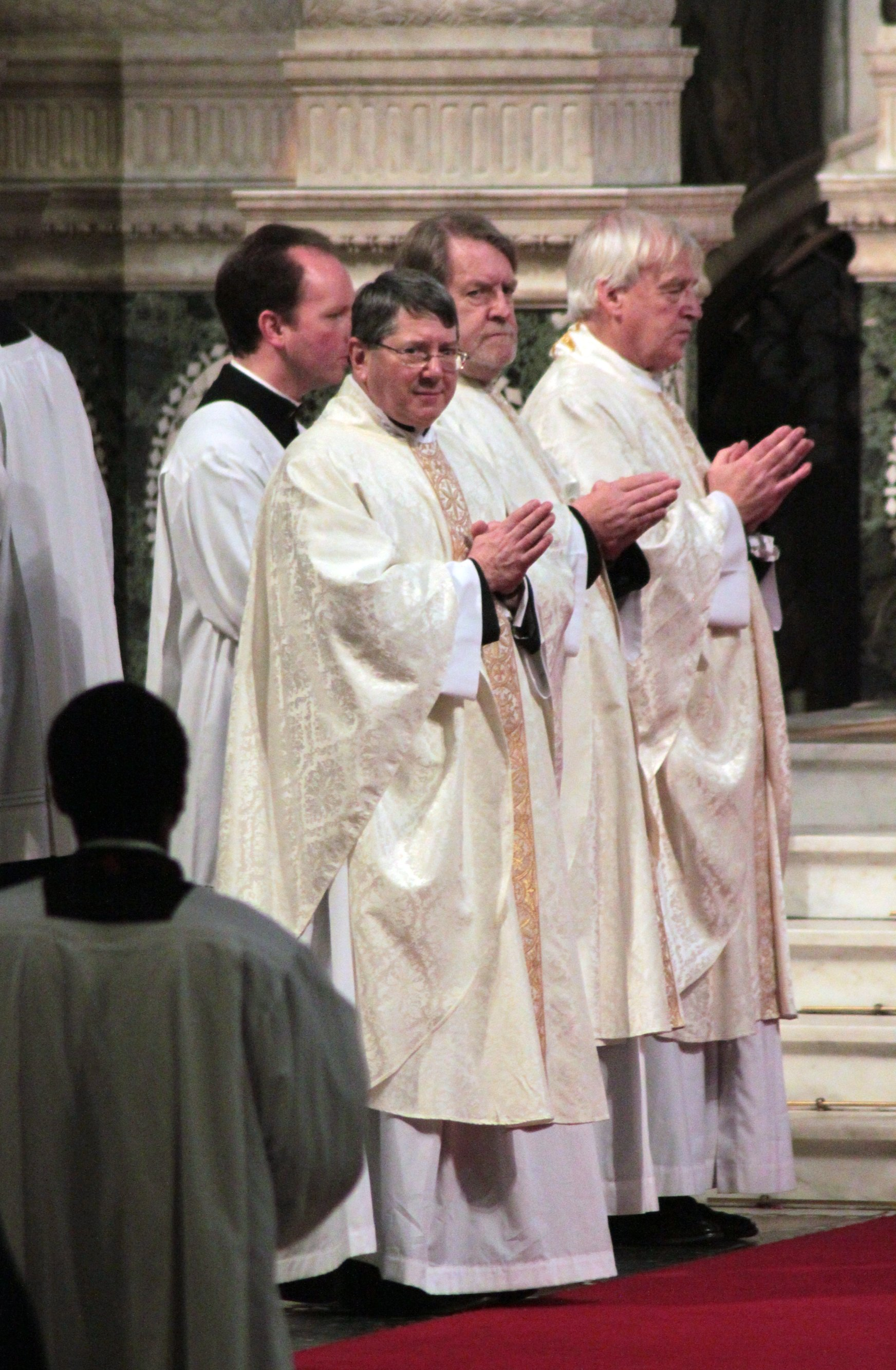
Newton, Burnham e Broadhurst, nel giorno dell'ordinazione.

Le origini dell'ordinariato possono essere fatte risalire al 4 novembre 2009, quando papa Benedetto XVI con la costituzione apostolica Anglicanorum coetibus rese possibile l'istituzione secondo il Codice di diritto canonico di ordinariati personali per gli appartenenti al clero e i fedeli anglicani che esprimessero il desiderio di ritornare nella piena comunione con la Chiesa cattolica consentendo loro di mantenere i riti e le tradizioni proprie dell'anglicanesimo se compatibili con la dottrina cattolica. La proposta fu accolta con favore sia da singoli membri della Comunione anglicana appartenenti al movimento anglo-cattolico sia da gruppi che già in precedenza erano fuoriusciti dalla comunione anglicana come, ad esempio, la Comunione anglicana tradizionale.
L'ordinariato è stato eretto con il decreto The supreme law della Congregazione per la dottrina della fede e approvato da papa Benedetto XVI il 15 gennaio 2011 nel giorno dell'ordinazione presbiterale di tre ex vescovi della Chiesa anglicana, Keith Newton, nominato primo ordinario, Andrew Burnham e John Broadhurst, che erano stati accolti nella Chiesa cattolica con il sacramento della cresima il precedente 1º gennaio insieme ad alcuni membri delle loro famiglie ed a tre suore della Society of St Margaret in Walsingham che rappresentano la prima comunità religiosa dell'ordinariato. Nei mesi successivi sono stati ordinati sacerdoti per l'ordinariato altri due ex vescovi anglicani, il 18 febbraio David Silk e il 5 marzo Edwin Barnes.
Con l'inizio della Quaresima del 2011 i membri di alcuni gruppi di ex anglicani sono stati accolti dall'ordinariato come candidati e durante la settimana santa, dopo un periodo di formazione, poco meno di mille fedeli sono stati accolti nella Chiesa cattolica; l'ordinariato ha pubblicato una lista di 53 ex ministri anglicani candidati al sacerdozio, e 3 candidati al diaconato (uno dei quali al diaconato permanente) che intorno a Pentecoste hanno ricevuto l'ordinazione dopo aver ottenuto il consenso della Congregazione per la dottrina della fede.
Il 27 marzo 2012 è stato ordinato e incardinato nel clero dell'ordinariato il sesto ex vescovo anglicano, Robert Mercer; a differenza dei primi cinque, Mercer non proveniva direttamente dalla Comunione anglicana in quanto membro di una chiesa aderente alla Comunione anglicana tradizionale, la Chiesa anglicana cattolica del Canada, della quale aveva anche ricoperto il ruolo di primate tra il 1988 e il 2005.
Nel gennaio 2013 è stato accolto nell'Ordinariato un gruppo di undici suore anglicane, comprendente la madre superiora e una sorella che aveva ricevuto l'ordinazione sacerdotale per la chiesa anglicana, appartenenti alla Community of St Mary the Virgin che hanno formato la comunità delle Sisters of the Blessed Virgin Mary eretta con decreto dell'ordinario.

## Cronotassi degli ordinari
Si omettono i periodi di sede vacante non superiori ai 2 anni o non storicamente accertati.
- Keith Newton (15 gennaio 2011 - 29 aprile 2024 dimesso)
- David Arthur Waller, dal 29 aprile 2024

## Statistiche
L'ordinariato nel 2021 contava 1.950 battezzati.
| anno | popolazione | popolazione | popolazione | presbiteri | presbiteri | presbiteri | presbiteri                | diaconi | religiosi | religiosi | parrocchie |
| anno | battezzati  | totale      | %           | numero     | secolari   | regolari   | battezzati per presbitero | diaconi | uomini    | donne     | parrocchie |
| ---- | ----------- | ----------- | ----------- | ---------- | ---------- | ---------- | ------------------------- | ------- | --------- | --------- | ---------- |
| 2012 | 1.500       | ?           | ?           | 57         | 57         |            | 26                        |         |           |           | 31         |
| 2013 | 2.500       | ?           | ?           | 81         | 81         |            | 30                        |         |           |           | 40         |
| 2014 | 3.500       | ?           | ?           | 86         | 86         |            | 40                        |         |           |           | 40         |
| 2016 | 3.500       | ?           | ?           | 91         | 91         |            | 38                        |         |           |           | 35         |
| 2019 | 1.850       | ?           | ?           | 97         | 97         |            | 19                        |         |           | 8         | 36         |
| 2021 | 1.950       | ?           | ?           | 97         | 97         |            | 20                        |         |           | 8         | 36         |